# Hamza Júnész
Hamza Júnész (arabul: حمزة يونس;  Monasztir, 1986. április 16. –) tunéziai válogatott labdarúgó, aki jelenleg a Skoda Xánthi játékosa.

## Sikerei, díjai
- CS Sfaxien
  - Tunéziai kupa: 2009
  - CAF Konföderációs kupa: 2007, 2008
  - Észak-afrikai Kupagyőztesek Kupája: 2009
- Petrolul Ploiești
  - Román kupa: 2012-13
- Ludogorec
  - Bolgár szuperkupa: 2014